# Transilvania
Transilvania sau Ardeal (în latină Terra scilicet Septem castrorum, Partes Transsilvaniæ, Transsilvania, Septem Castra, Septem Castrorum, Septem Castrensis, Terra Ultra silvam; în maghiară Erdély; în germană Siebenbürgen sau Transsilvanien, istoric Überwald sau Sybembürgen de asemenea; în latina medievală: Trānsylvānia, în dialectul săsesc Siweberjen; poloneză Siedmiogród sau Transylwania, slovacă Sedmohradsko, în turcă Erdel) este o regiune istorică și geografică situată în interiorul arcului carpatic, una din regiunile istorice ale României. Regional aparține Europei Centrale. De-a lungul timpului a făcut parte din Dacia, din Imperiul Roman, din Regatul Ungariei, respectiv din Imperiul Habsburgic/Imperiul Austriac înainte de a se uni cu Regatul României la începutul secolului al XX-lea. Timp de circa 170 de ani, între 1526 și 1699, a fost stat autonom, sub suzeranitatea Imperiului Otoman, cu numele de Principatul Transilvaniei. În această calitate a jucat un rol însemnat în Războiul de Treizeci de Ani, de partea coaliției protestante. Odată cu victoriile imperiale pe frontul antiotoman, Transilvania a intrat sub administrație habsburgică, dar și-a păstrat formal statalitatea până în 1867, fiind condusă de guvernatori numiți de la Viena.
Ca urmare a romanului Dracula, publicat de Bram Stoker în 1897, Transilvania a fost asociată în mod eronat în spațiul străin cu vampirii și cu acest gen horror.

## Terminologie și localizare geografică
Noțiunea Transilvania are sub aspect politico-geografic două accepțiuni distincte: prima se referă, într-un sens restrictiv, doar la regiunea intracarpatică delimitată de Carpații Orientali, Carpații Meridionali și, la vest, de Munții Apuseni (numită Transilvania propriu-zisă). Această regiune a fost denumită în Evul Mediu Voievodatul Transilvaniei (în latina medievală „țara de dincolo de pădure”), suprafața ei totală măsurând aproximativ 57.000 km².
Al doilea sens al denumirii se referă, prin extensie, de asemenea la Maramureș, Crișana, Sătmar, ținuturi cunoscute și sub denumirea Partium, adică „părțile regatului Ungariei” alăturate după 1526 nucleului istoric din podișul transilvan, constituind împreună Principatul Transilvaniei. Este vorba despre comitatele Maramureș, Sălaj, Satu Mare, Bihor și Arad. Suprafața regiunii Partium a fost chiar mai mare. De exemplu, potrivit Tratatului de la Speyer (1570), din Partium făceau parte comitatele Maramureș, Bihor, Zarand, Solnocul Interior, Crasna, provincia (țara) Chioarului, precum și comitatele Arad și Severin.
Uneori Transilvaniei i se dă un sens foarte larg, aceasta desemnând teritoriul de la vest de Carpații Orientali și nord de Carpații Meridionali, astfel incluzând jumătatea vestică a Maramureșului, Crișana și Banatul. Caracterul fluctuant al conținutului termenului se explică prin evoluția complexă, istorico-politică, a regiunii din epoca post-romană până în timpurile moderne.
Suprafața totală a Transilvaniei, împreună cu Banat, Crișana, Sătmar și Maramureș, însumează 100.293 km², care reprezintă 42,1% din totalul suprafeței României. Populația ce trăiește în acest spațiu număra 6.789.250 de locuitori în 2011, cifră care reprezintă aproximativ o treime din cea a populației României.
Cu toate că în anii 1712 și 1713 administrația austriacă a realizat un recensământ al Transilvaniei, conform căruia repartiția pe etnii ar fi fost următoarea: unguri 47%, români 34%, germani (sași și șvabi) 19%. acest recensământ a fost manipulat și contrastează cu relatările mai multor autori din secolele precedente privind componența etnică a Transilvaniei, care considerau românii ca fiind cea mai numeroasă etnie (așa cum scrie, de exemplu, Grigore Ureche în Letopisețul Țării Moldovei din 1642-1647).
Din punct de vedere geografic, Transilvania este un platou înalt, separat în sud de Țara Românească prin lanțul Carpaților Meridionali și în est de Moldova prin Carpații Orientali. Zona vestică a Transilvaniei (Crișana) are graniță cu Ungaria. La nord, se învecinează cu Ucraina (regiunile Transcarpatia - care istoric a cuprins partea de nord a Maramureșului - și Ivano-Frankivsk). Platoul cu înălțimi între 305 și 488 de metri este irigat de râurile Mureș, Someș, afluenți ai Tisei, și de râul Olt, afluent al Dunării.

### Zone etnografice și împărțirea administrativă
Pe teritoriul Transilvaniei propriu-zise se află nouă județe: Alba, Bistrița-Năsăud, Brașov, Cluj, Covasna, Harghita, Hunedoara (cea mai mare parte din suprafața județului, nordul județului făcând parte din Crișana), Mureș și Sibiu. Părți din teritoriul Transilvaniei propriu-zise se află în județele Bacău (comuna Ghimeș-Făget și satele Poiana Sărată, Coșnea, Cădărești și Pajiștea), Caraș-Severin (comuna Băuțar), Maramureș (orașul Târgu Lăpuș cu împrejurime), Neamț (comunele Dămuc, Bicaz-Chei și Bicazu-Ardelean), Sălaj (partea la est și nord de munții Meseș), Suceava (la vest de râurile Dorna și Bistrița Aurie, Coșna și Dornișoara) și Vâlcea (o parte mică la nord de râul Lotru).
Zonele etnografice ale Transilvaniei propriu-zise sunt:
| - Țara Bârsei - Țara Buzaielor - Țara Chioarului - Țara Călatei - Țara Făgărașului sau Țara Oltului | - Țara Hațegului - Țara Hălmagiului - Țara Mocanilor - Țara Moților | - Țara Năsăudului - Țara Oașului - Ținutul Pădurenilor - Ținutul Secuiesc | - Pământul crăiesc - Mărginimea Sibiului - Țara Zarandului - Țara Silvaniei |

### Etimologie
Toponimul Transilvania, derivat din latina medievală de cancelarie, este atestat din anul 1075 („terra ultra silvam”), drept nume compus din ultra („peste”, „dincolo”) și silva  („pădure”) și înseamnă „teritoriul de dincolo de pădure”. La începutul secolului al XII-lea teritoriul era menționat cu denumirea Partes Transsylvana sau  Transsilvanae (de pildă în Legenda Sancti Gerardi, „Legenda Sf. Gerard”).
În cronica Gesta Hungarorum de la sfârșitul secolului al XII-lea a notarului regal P., zis Anonymus, este menționat de asemenea sinonimul redat în textul latin („terra ultra silvam” sau „transsilvanae”) prin forma erdeuelu (Erdeuelu), în maghiara modernă erdő elve și înseamnă „teritoriul de dincolo de pădure”.

## Istoria Transilvaniei

### Antichitatea târzie. Primul mileniu al erei creștine

#### Stabilirea celților în Transilvania
Începând cu sfârșitul secolului al V-lea, urmând cu secolul al IV-lea î.Hr., s-au stabilit pe teritoriul actualei Transilvanii primele comunități de celți. Nu există documente care să ateste un conflict armat între celți și populațiile autohtone, eventualitatea acestui scenariu fiind sugerată doar de obiectele de uz militar și de armele găsite în multiple morminte dedicate războinicilor celți. Notabil este și faptul că multiple dovezi arheologice din această perioadă atestă conviețuirea pașnică dintre populațiile autohtone dacice și celți: în numeroase morminte celtice a fost descoperită ceramică dacică, la Apahida și Fântânele, iar în egală măsură în morminte dacice au fost descoperite ceramică și obiecte celtice de factură La Tène. Conviețuirea dintre cele două popoare permitea schimburile culturale, dacii din Transilvania adoptând unele podoabe celtice, cum ar fi torcul (coloană ornată, rigidă), precum și unele motive decorative imitându-le pe cele celtice. Unii autori susțin că gradul de asimilare culturală reciprocă dintre daci și celți a fost atât de mare, încât urmele datând din secolele succesive sunt indistinctibile ca apartenență. Conviețuirea cu restul celților din Vest, probabil a încetat în timpul regelui dac Burebista, istoricul Strabo amintind incursiuni ale acestuia împotriva celților din Bazinul Panonic.

#### Ocupația romană
În secolul I d. Hr. și la începutul secolulul al II-lea, pe teritoriul actual al Transilvaniei s-a aflat centrul politic al regatului Dacia, la Sarmizegetusa Regia, în Munții Orăștiei. Regatul dac condus de Decebal a fost cucerit, după două războaie, în anul 106 d. Hr. de Imperiul Roman sub conducerea împăratului Traian, care a început organizarea noii provincii romane Dacia. Primul guvernator (provizoriu) al acestei noi provincii a fost generalul Longinus, colaborator apropiat al lui Traian în războiul romano-dac din anii 101-102, fost consul roman în anii 90. În timpul împăratului Hadrian, teritoriul actual al Transilvaniei a fost organizat și inclus în provincia Dacia Superior. O nouă organizare administrativ-teritorială a fost inițiată în anii 158-159 de împăratul Antoninus Pius, teritoriul de astăzi al Transilvaniei fiind inclus în provinciile Dacia porolissensis și Dacia apulensis. Așezările mai importante au fost ridicate la rangul de colonii și municipii, precum Ulpia Traiana Augusta Dacica Sarmizegetusa, Apulum, Napoca, Potaissa, Porolissum și Aquae.
O rețea importantă de drumuri asigura legătura între aceste așezări. Concomitent cu organizarea administrativ-teritorială și militară a avut loc și un intens proces de colonizare a Daciei cu cetățeni romani. O înflorire deosebită a cunoscut extracția minereului de aur.
Practicarea creștinismului în aceste locuri este atestată prin urme arheologice. Existența unei vieți creștine în epoca postromană este confirmată de diverse descoperiri arheologice, printre care se numără și Donariul de la Biertan, care conține inscripția latină EGO ZENOVIVS VOTVM POSVI („Ego Zenovius votum posui”), (în română Eu, Zenovius am oferit (am depus) acest obiect votiv), sub care se află monograma lui Isus Hristos. Gepizii, o populație germanică ce a dominat temporar Transilvania în secolul al VI-lea, au fost creștini, adepți ai arianismului.

#### Retragerea aureliană
În fața atacurilor insistente ale carpilor (daci liberi), și goților din nordul Mării Negre, împăratul Aurelian a decis retragerea administrației și a legiunilor romane în sudul Dunării (în provinciile Moesia Superior, Dacia Ripensis, Dacia Mediterranea, Dardania).

### Evul Mediu Timpuriu
După retragerea aureliană, teritoriul intracarpatic a fost invadat succesiv, între secolele al III-lea și al X-lea, de goți, huni, gepizi, avari, slavi, protobulgari, maghiari și pecenegi. Populația autohtonă, rămasă după retragerea aureliană, a fost nevoită să părăsească orașele romane din locurile deschise, retrăgându-se către zonele muntoase. Orașele din Dacia Romană au supraviețuit în forme ruralizate până prin secolul al V-lea, iar în unele cazuri până în secolul al VI-lea. Descoperirile arheologice atestă că, un timp, amfiteatrul de la Sarmizegetusa romană (Ulpia Traiana Sarmizegetusa) a fost folosit ca fortăreață, având intrările baricadate.
Descoperirile arheologice și urmele materiale atestă continuitatea populației daco-romane. Materialele paleocreștine, menținerea unor ritualuri funerare romane, utilizarea ceramicii de tradiție romană provincială, folosirea relativ intensă a monedelor de bronz sunt argumente serioase în sprijinul continuității daco-romanilor în Transilvania în secolele IV-VI.  Elementul autohton daco-roman a supraviețuit până în secolele VI-VII.
Primele urme slave datează din ultima treime a secolului al VI-lea. Ele se datorează unor pătrunderi ale acestora dinspre sud-est și nord-vest.  În secolul al VIII-lea, în dorința de a controla rutele către ocnele din Transilvania, avarii instalează un alt grup de slavi vestici, din Moravia și Slovacia, în partea de nord a Transilvaniei și în Crișana. Ei au intrat în conviețuire cu românii.
Istoria Transilvaniei în așa-zisul „mileniul întunecat”, adică în perioada cuprinsă între retragerea administrației romane și începuturile Evului Mediu feudal în secolele IX–XII, constituie până în prezent un subiect de controversă între istorici, cu conotații politice și naționaliste.
Unele popoare migratoare, cum a fost cazul gepizilor în vestul Transilvaniei, au reușit să creeze structuri politice relativ stabile. Regatul gepid din Panonia, extins și în  Vestul Transilvaniei, a fost fondat după înfrângerea hunilor sub Ellak, fiul lui Attila, de o confederație rebelă condusă de regele Ardarich și gepizii săi, populație înrudită cu goții, ajunsă aici în cadrul migrației barbare anterioare, a hunilor. În Transilvania arheologii au găsit mai multe necropole atribuite gepizilor, adăpostind osemintele unor figuri (presupuse) regale ori nobiliare. Cele mai importante sunt: necropola regală de la Apahida, ce conține scheletele a doi regi, probabil în succesiune generațională; necropola prințesei din Turda, monument funerar al unei aristocrate locale, poreclită „Franziska” și necropola de la Vlaha; și cele două tezaure cu podoabe din aur și altele descoperite în 1797 și 1889 în Șimleul Silvaniei. La mijlocul secolului al VI-lea majoritatea gepizilor, slăbiți de războaie cu longobarzii, au emigrat împreună cu aceștia în Italia. Rămășițe de populație gepidă, căzute sub stăpânirea avară și slavă, au fost menționate ultima oară de cronicari bizantini în contextul expedițiilor militare conduse de generalii împăratului Mauriciu, între 599 și 601.

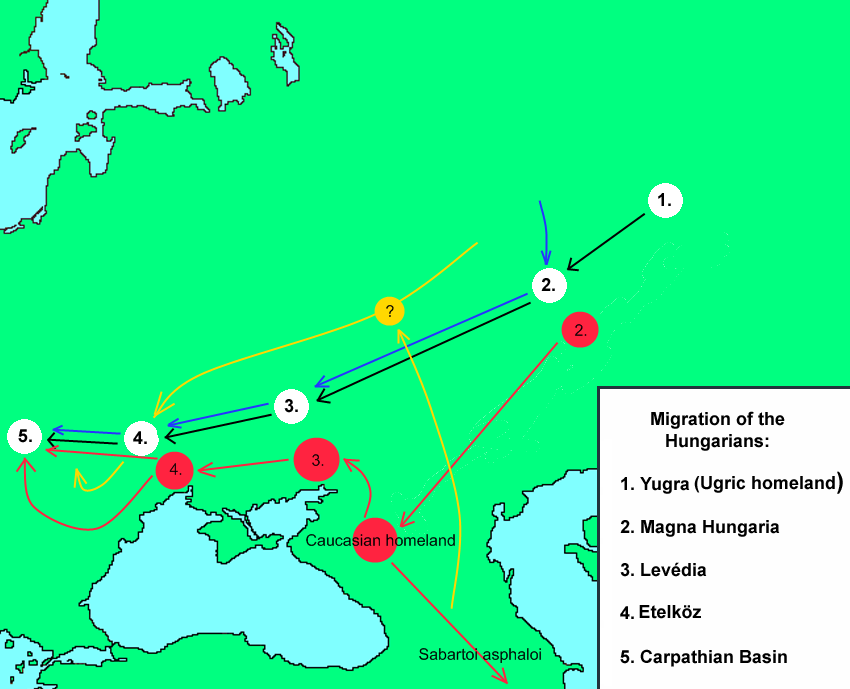
Migrația maghiarilor

Determinantă pentru evoluția istorică a Transilvaniei a fost însă stabilirea ungurilor în Pannonia în 896, aceștia avansând treptat în următoarele secole către interiorul arcului carpatic în Bazinul Carpatic.

### Voievodatul Transilvaniei

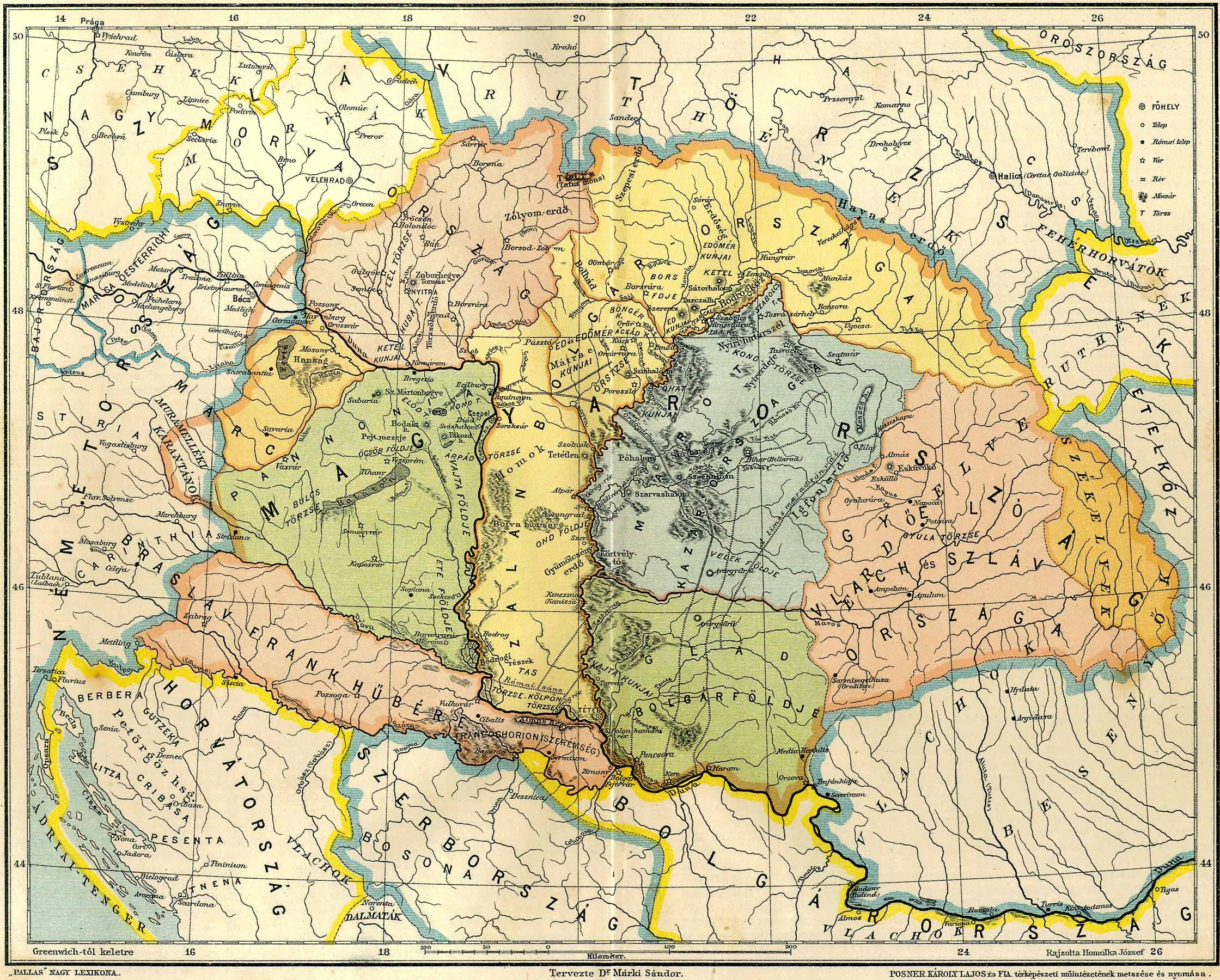
Harta Transilvaniei într-o parte a Evului Mediu, pe hartă fiind menționate trei popoare conlocuitoare: vlahii, slavii și secuii.

Primul voievod (dux) atestat al Transilvaniei a fost Gelu. A fost urmat la conducere de Tuhutum, care a inițiat la începutul secolului al X-lea o invazie dinspre vest. Pacea dintre români și maghiari a fost consemnată la Esculeu (Așchileu). După Gelu, Transilvania a fost condusă de Tuhutum, urmat de Horca și Iula (Geula sau Gyula) conform Gestei. Există date despre un voievodat transilvănean cu centrul la Alba Iulia, condus de Iula (Geula sau Gyula). Acesta a construit la Alba Iulia prima biserică bizantină din Transilvania la sfârșitul secolului al X-lea, având ca episcop pe Ieroteu Într-o cronică germană, Iula sau Geula era considerat rege: 
„Stephen rex Ungaricus super avunculum suum regem Iulum cum exercitum venit”—Annales Hildesheimenses -  textul original
La începutul secolului al XI-lea, la 100 de ani de la moartea lui Gelou, urmașul lui Geula a fost atacat și Transilvania a fost anexată de regele Ungariei  Procesul ocupării integrale a Transilvaniei a fost finalizat abia la sfârșitul secolului al XII-lea, în timpul regatului lui Béla al III-lea al Ungariei (1172-1196), prin atingerea zonei centrale a Carpaților Meridionali. Cucerirea s-a consumat în trei sau patru etape principale, prin avansarea treptată, dinspre vestul spre sud-estul Transilvaniei, a fortificațiilor de graniță. Aceste întărituri, datorate gepizilor, care au avut organizare statală bine configurată în Transilvania, întărituri menționate în izvoare ca indagines, gyepű sau presaka (prisăci), erau zone împădurite lăsate în paragină, prevăzute cu locuri supravegheate de trecere, denumite porta (latină, română), clusa (în româna medievală, din latinescul clausura, devenit apoi clisură, loc strâmt) sau kapu („poartă” în maghiară și turcă), fiind apărate de miliții locale, amintite în izvoarele maghiare timpurii redactate în latină sub denumirile speculatores, sagittarii, respectiv őrök („străjeri” în maghiară). Sunt menționate în diverse cronici atacurile pecenegilor, cumanilor și tătarilor în secolele al XI-lea-al XIII-lea. Românii sunt menționați alături de pecenegi într-un raid terminat cu bătălia de la Chiraleș din 1068.
În cel mai vechi document maghiar scris și păstrat cu referire la Transilvania, un act de danie emis de regele Géza I al Ungariei (1074-1077) în anul 1075 în beneficiul mănăstirii Sf. Benedict, teritoriul de referință apare sub numele de Terra ultra silvam, „țara de dincolo de pădure” (vide supra: paragraful „Etimologie”). În actul de danie din anul 1138 emis în beneficiul mănăstirii Dumis, regele Béla al II-lea al Ungariei (1131-1141), denumește teritoriul în cauză in ultrasivanis partibus.
În paralel cu ocuparea, s-a desfășurat, între secolele al XI-lea-al XIII-lea, un amplu proces de colonizare. Regii Ungariei s-au văzut nevoiți să invite coloniști din diverse popoare, precum sașii (populație mixtă germană și valonă), Cavalerii teutoni, pecenegi, uzi, cumani. Alături de unguri, un rol important în ocuparea Transilvaniei l-au jucat așadar secuii și, începând cu mijlocul secolului XII-lea, în perioada domniei regelui Géza al II-lea al Ungariei (1141-1162), precum și sașii, supranumiți în documentele oficiale în latină saxones.
Concomitent cu aceste procese, regii Ungariei au procedat la organizarea unor structuri proprii, laice și ecleziastice. În 1111 a fost evocat primul demnitar laic, un anume „Mercurius princeps Ultrasilvanus”, cât și primul episcop catolic al Transilvaniei, Simion Ultrasivanus, cu reședința în cetatea de la Bălgrad sau Bellegrad, astăzi Alba Iulia, acesta fiind menționat într-un document emis în 1111 de regele Coloman (Kálmán; 1095-1116).
Organizarea administrativă și ecleziastică a Transilvaniei a debutat probabil în secolul al XI-lea în teritoriile anexate de statul maghiar, situate în partea de vest a provinciei. Din primul pătrar al secolului al XI-lea datează prima biserică romano-catolică, cel mai vechi monument sacral maghiar din Transilvania, și anume catedrala romano-catolică din Alba Iulia. Cele mai timpurii atestări documentare ale primelor comitate maghiare din Transilvania, cele cu sediul în cetățile regale Alba, Turda, Cluj și Dăbâca, datează însă abia din secolul al XII-lea.
Spre mijlocul secolului al XII-lea, teritoriul Transilvaniei era reorganizat sub forma unui voievodat, fiind compus din mai multe comitate regale. În anul 1174 este menționat primul voievod al Transilvaniei, Leustachius voyvoda, probabil identic cu Leustachius Rátót, comite de Dăbâca.
În directă legătură cu pericolul reprezentat de incursiunile repetate ale cumanilor în Transilvania și urmărind să diminueze presiunile exercitate dinspre nord de al Doilea Țarat Bulgar cu sprijinul cumanilor asupra Imperiului Latin (1204-1261), regele Andrei al II-lea al Ungariei (1205-1235) a colonizat în 1211 în Țara Bârsei ordinul Cavalerilor Teutoni. Centrul comenduirii ordinului teuton în Transilvania s-a aflat în cetatea Feldioara. Urmărind interese strategice proprii și anume crearea unui stat cruciat pro defensio Christianitatis (pentru apărarea creștinătății) supus autorității Curiei Papale, ordinul Cavalerilor Teutoni a intrat în conflict cu regele Ungariei, cavalerii fiind expulzați din Transilvania în anul 1225 de regele Andrei al II-lea.
În prima treime a secolului al XIII-lea, în anul 1224, sașii au dobândit prin Bula de Aur Andreanum, o importantă diplomă de privilegii conferită de regele Andrei al II-lea al Ungariei, o organizare administrativ-teritorială și ecleziastică proprie pe teritoriul comitatului Sibiu (Comitatus Chybiniensis). Acest comitat, condus de un comite regal, bucurându-se de statut autonom, sub numele de Pământul crăiesc, compus din șapte scaune, motiv pentru care respectivul teritoriu a purtat și denumirea Șapte Scaune (Sieben Stühle). Sașii din Țara Bârsei și cei din nord-estul Transilvaniei au fost organizați în cadrul districtelor regale ale Brașovului și Bistriței. Între 1325 și 1329 sistemul administrativ și juridic al comitatului Sibiului a fost reorganizat. Începând cu 1486, adunările generale ale obștii sașilor au purtat denumirea Universitatea Națiunii Sașilor (Universitas Saxonum sau sächsische Nationsuniversität). Secuii au beneficiat și ei, în cursul secolului al XIV-lea, pe teritoriul lor de locuire (Székelyföld), în estul și sud-estul Transilvaniei, de o organizare administrativ-teritorială pe scaune și de privilegii similare. Din cele șapte unități administrativ-teritoriale secuiești originare (Universitas Siculorum septem sedium Siculicalium), înființate în secolele XIII-XIV, s-au constituit în secolul al XVI-lea, prin diviziuni teritoriale, un număr total de 12 scaune. Despre secui, Simon de Keza scrie că ei ar fi „rămășițe ale hunilor” și că, după venirea ungurilor, ar fi dobândit o parte din țară, „însă nu în Câmpia Panoniei, ci în munții de margine", unde „au avut aceeași soartă cu românii; de acea, amestecați cu românii, ei se folosesc de literele acestora”.
Populația românească, organizată potrivit dreptului cutumiar ius valachicum în obști sătești și uniuni de obști, conduse de cnezi și voievozi, era organizată în interiorul unor „țări” (terrae), formând o stare recunoscută constituțional, denumită Universitas valachorum. Autonomiile regionale ale acestor „țări” românești, situate în zonele periferice ale Transilvaniei (Țara Făgărașului, Țara Almăjului, Țara Hațegului, Țara Maramureșului, Țara Oașului, Țara Lăpușului), tolerate parțial de autoritățile statului maghiar, au încetat să ființeze odată cu stingerea dinastiei regale arpadiene (1301).
În secolele al XIV-lea - al XV-lea, „țările” au fost reorganizate sub forma unor districte românești („districtus (v)olachales” sau „districtus valachorum”), conduse de demnitari numiți de coroană. Sunt cunoscute aproximativ 60 de districte „olachales”. Jumătate dintre acestea au supraviețuit în Banat. Cele mai faimoase au fost Hațeg, Făgăraș, Maramureș, Caransebeș, Lugoj, Beiuș, Mediaș. În această perioadă, românii nu aveau drept să locuiască în orașe, în special în cele din comitate. Supusă restricțiilor și, în perioada angevină, persecuțiilor a fost de asemenea Biserica Ortodoxă a românilor din Transilvania. În primii ani ai secolului al XIII-lea, în contextul evenimentelor prilejuite de Cruciada a patra (1202-1204), izvoarele scrise maghiare relatează în anii 1204, 1205 și 1223 despre starea deplorabilă în care se aflau unele mănăstiri „grecești” (de rit ortodox) din regatul Ungariei, cât și despre măsuri abuzive împotriva autorității juridice a acestei biserici.
În primăvara anului 1241, marea invazie mongolă (cunoscută și sub numele de marea invazie tătară) a lovit puternic Transilvania. Güyük Khan a pătruns în regiune prin Pasul Oituz, în timp ce Subotai a atacat din sud, traversând Pasul Mehedia spre Orșova. În timp ce Subotai înainta spre nord pentru a se alătura lui Batu Khan, Güyük a atacat Sibiul pentru a împiedica nobilimea transilvăneană să sprijine regele Béla al IV-lea al Ungariei. Mongolii au devastat Bistrița, Clujul și toată regiunea Podișului Transilvaniei, distrugând și mina de argint de la Rodna. O altă forță mongolă a anihilat cumanii lângă râul Siret, în actuala Moldovă, și a distrus Episcopia de Milcov. Cumanii din zonă, după înfrângerea lor de către mongoli, s-au convertit la romano-catolicism și au căutat refugiu în centrul Ungariei, în regiunea numită Kunság. Distrugerile provocate de mongoli au fost impresionante. Călugărul italian Rogerius (1201/1205-1266) relatează în Carmen miserabile cum a străbătut Transilvania, trecând din sat în sat, fără a întâlni pe nimeni. În Alba Iulia a găsit doar cadavrele și craniile celor măcelăriți de invadatori. Multe așezări au fost pustiite și nu au mai fost repopulate decât după multe decenii.
O altă invazie a mongolilor în Transilvaniei a avut loc în 1285, sub conducerea lui Nogai Khan și Talabuga. Acesta din urmă a condus o armată spre nordul Ungariei, dar a fost încetinit de zăpezile grele din Carpații de nord și, în cele din urmă, învins lângă Pesta de armata regală a lui Ladislau al IV-lea. Între timp, armata lui Talabuga a răvășit Transilvania; orașe precum Reghin, Brașov și Bistrița au fost jefuite și devastate. Totuși, invadatorii au suferit mult din cauza lipsei de hrană, fiind confruntați și cu rezistența localnicilor români, secui și sași. Diverse surse menționează contribuția majoră a românilor și secuilor la apărarea Transilvaniei, aceștia blocând trecătorile montane cu prisăci pentru a împiedica trecerea mongolilor. Cu toatea astea, pierderile de populație din Transilvania cauzate de aceste invazii sunt estimate între 15% și 50%.
Organizarea politică, administrativă și colonizarea Transilvaniei au înregistrat un recul semnificativ în timpul marilor invazii mongole. Izvoarele istorice contemporane oferă la mijlocul secolului al XIII-lea imaginea unei Transilvanii pustiite. Imediat după retragerea trupelor mongole în anul 1242, regele Béla al IV-lea inițiază un vast program de refacere a regatului și, în special, a Transilvaniei. Așezarea unor noi hospites (coloniști) germani, dotați cu privilegii deosebite, susținerea comerțului, reconstruirea orașelor Sibiu, Cluj, Brașov, Bistrița și Sighișoara), construcția unor noi cetăți de piatră sunt doar câteva dintre măsurile inițiate de regalitate. Până la jumătatea secolului XIV, etnicii germani erau majoritari în toate orașele din Ungaria și Transilvania.
Pe fondul procesului de reconstrucție se fac resimțite, începând cu a doua jumătate a veacului al XIII-lea, tendințe centrifuge în sânul marii nobilimi maghiare și, în special, a voievozilor Transilvaniei. În timpul voievodului Roland Borșa (1282-1294) și al urmașului său Ladislau Kán al II-lea (1294-1315), stările au instaurat un regim congregațional, menționat în izvoare ca regnum Transilvanum, autonom față de Regatul Ungariei. Aceste evenimente au dus la subminarea gravă a autorității centrale, afectată și de disputele dinastice, restaurată abia în timpul domniei regelui Carol Robert de Anjou al Ungariei (1308-1342).

Steagul Transilvaniei pe la 1350

Începând cu finele secolului al XIII-lea și, mai ales, în secolele XIV-XV, grupurile privilegiate ale societății transilvane, nobilii, sașii și secuii s-au constituit treptat în stări, același statut avându-l până spre sfârșitul secolului al XIV-lea și românii, constituiți în Universitas valachorum. Datorită structurii preponderent etnice a stărilor, ele au fost denumite oficial pe la 1500 nationes (națiuni). Membrii stărilor, organizați în congregații sau universități (congregationes, universitates), au participat la exercitarea puterii politice în Transilvania. Ultima participare a elitei politice a românilor (Universitas valachorum) la o congregație a stărilor transilvane este amintită în anul 1355. Două documente emise de regele Ludovic I al Ungariei (1342-1382) în anul 1366 atestă agravarea condiției politice, juridice și religioase a populației românești din Transilvania, îndeosebi pe fundalul intoleranței față de alte confesiuni decât cea romano-catolică (ortodocșii erau denumiți „schismastici”). Câțiva ani mai înainte, în 1356, Papa Inocențiu al VI-lea se adresa priorului Ordinului Dominican al Ungariei, instruindu-i să predice cruciada „împotriva tuturor locuitorilor Transilvaniei, Bosniei și Slavoniei, care sunt eretici” (contra omnes Transilvanos, Bosnenses et Sclavonie, qui heretici fuerint), adică schismastici.
Începând cu anul 1375 și continuând cu raidurile din 1419, 1420, 1425, 1428 și 1431, Transilvania este confruntată acut cu pericolul otoman. La solicitarea regelui Sigismund de Luxemburg (1384-1437), o parte a iobăgimii transilvănene, scutită până atunci de serviciul militar, este obligată începând cu 1397 să participe la oaste. Înfrângerea sârbilor la Kosovopolje („Câmpia mierlei”) în anul 1389 și moartea voievodului Mircea cel Bătrân (1386-1418) al Țării Românești, au înlăturat ultimele obstacole majore în calea Imperiului Otoman spre Transilvania și centrul Europei.
Un rol major în oprirea temporară a pericolului turcesc l-a jucat Ioan de Hunedoara (1407-1456), voievod al Transilvaniei (1446-1456) și guvernator al Ungariei (1446-1453). Complementară efortului său militar a fost strădania de a spori autonomia voievodatului Transilvaniei față de regatul ungar. Politica lui Ioan (Iancu) de Hunedoara față de turci va fi continuată de fiul său, regele Matia Corvin al Ungariei (1458-1490). În fața pericolului otoman, Transilvania și Moldova lui Ștefan cel Mare se sprijină reciproc. În anul 1489 Matia a dăruit lui Ștefan cel Mare, în semn de recunoaștere a meritelor, castelul Ciceu, cu 60 de sate, și Cetatea de Baltă, cu 7 sate.
În această perioadă, Transilvania a fost zguduită de mai multe mișcări sociale, una dintre acestea fiind Răscoala de la Bobâlna (1437-1438). Conduși de un nobil sărac maghiar, Antal Nagy Budai din Vechea, și cinci căpitani (trei țărani unguri, un țăran român și un „bürger” din Cluj (număr dat de proporțiile iobăgiei) și au cerut înființarea și recunoașterea unei stări proprii, care să se numească Universitas Hungarorum et Valachorum. Cauza principală a răscoalei a constituit-o nerespectarea dreptului de strămutare de pe o moșie pe alta, a dreptului de moștenire a iobagului, și dijma episcopală. O consecință a revoltei țărănești a fost semnarea actului constitutiv al uniunii între marea nobilime, cler, orășenii sași și răzeșii secui Unio Trium Nationum. Un impact masiv asupra societății transilvănene l-a avut și răscoala țărănească în Regatul Ungariei contra nobilimii feudale din 1514 condusă de secuiul din mica nobilime Gheorghe Doja.
Decesul prematur al regelui Matia Corvin, marea răscoala țărănească de la începutul secolului XVI și ofensiva militară masivă a Imperiului Otoman spre centrul Europei, concretizată prin victoriile înregistrate de turci la Belgrad (1521), Petrovaradin (1526) și la Mohács (29 august 1526), bătălie la care Transilvania nu a participat, au accentuat criza societății maghiare. Această criză s-a răsfrânt și asupra Transilvaniei. Disputele privind succesiunea dinastică și dubla alegere ca contra-regi pe tronul Ungariei a voievodului Transilvaniei Ioan Zápolya (scris și Szapolyai) (1526-1540) și a lui Ferdinand I de Habsburg (1526-1540), cumnatul regelui Ludovic al II-lea (1516 - mort la  Mohács), au facilitat intervenția turcilor. Ungaria de est și Transilvania erau guvernate de Zápolya, iar Ungaria centrală și de vest (în Panonia, la vest de Dunăre) erau stăpânite de Ferdinand. Părțile care îi susțineau s-au angajat în confruntări militare, aplanate abia la 24 februarie 1538 prin pacea de la Oradea. În 1540 moare Zápolya, la scurt timp de la nașterea fiului său și al Isabellei Jagiełło, fiica regelui polonez Sigismund I (1506 - 1548). Prin hotărârea Dietei de la Debrețin din 18 octombrie 1541, reprezentanții celor trei națiuni privilegiate ale Transilvaniei i-au jurat credință lui Ioan Sigismund, descendentul dinastiei Zápolya, și au recunoscut suzeranitatea Înaltei Porți asupra Transilvaniei. Acest acord, urmat de alte hotărâri ale Dietei, a pus bazele Principatului Transilvaniei. Primul principe al Transilvaniei a fost Ioan Sigismund (1542-1571).

### Principatul Transilvaniei

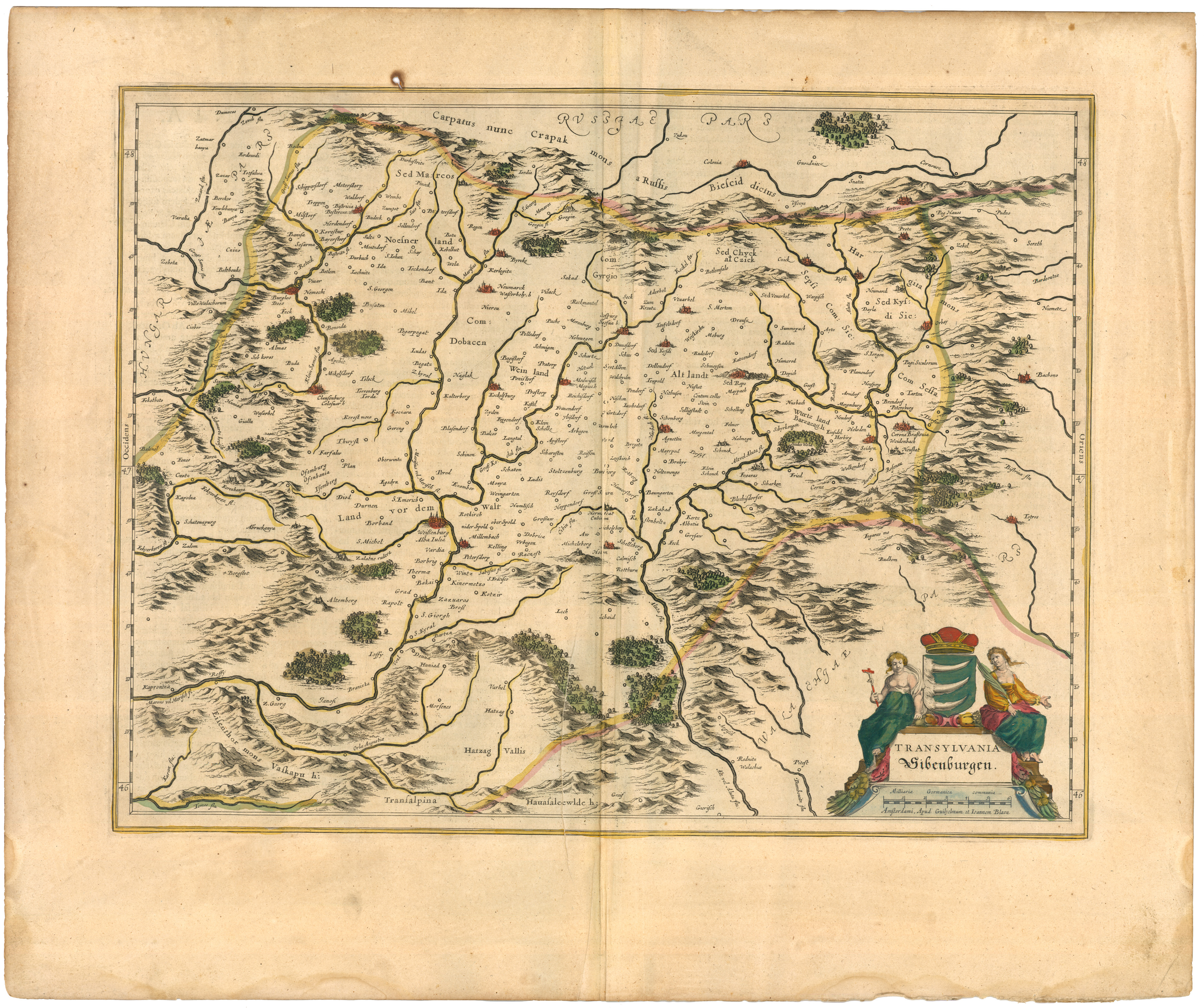
Transilvania, 1635

Harta Principatul Transilvaniei, divizat în comitate și cinci zone etnografice din 1691, după Nicolas de Fer (1647?-1720)

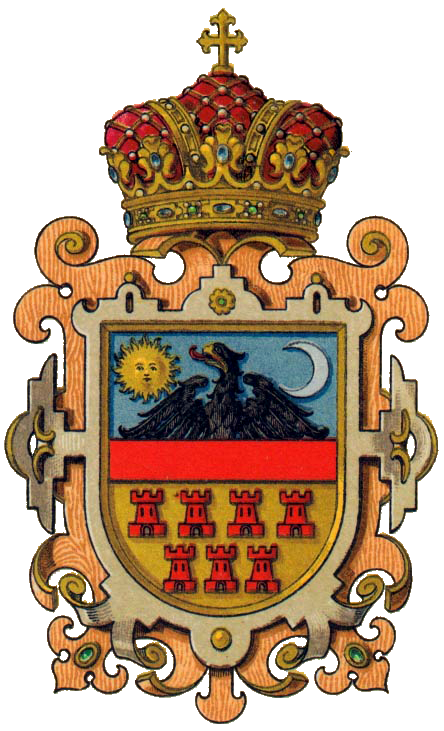
Stema Marelui Principat al Transilvaniei

În 1541, Principatul Transilvaniei a fost recunoscut de Imperiul Otoman ca stat independent, care plătea totuși Porții Otomane un dar anual de complezență („munus honorarium”) în valoare de 10.000 de ducați. În această calitate, a participat ca țară beligerantă în cadrul războiului de 30 de ani și a încheiat o serie de tratate cu țări europene, de pe poziție de egalitate. De subliniat faptul că principatul nu includea Banatul (aflat sub stăpânire turcească) și, după 1660, nici Crișana, transformată de asemenea în vilaiet, cu centrul la Oradea.
În aceste circumstanțe istorice, în anul 1542, sașii, prin Johannes Honterus și, ulterior, o parte a populației maghiare din Transilvania aderă la Reformă. În anul 1599 Mihai Viteazul ocupă temporar Transilvania și o supune autorității sale. Situația politică încordată precum și războaiele dese l-au împiedicat pe voievodul român să realizeze o unificare de durată a acestei provincii cu Moldova și Țara Românească. Transilvania a devenit mai apoi leagănul partidului naționalist ungar, care lupta împotriva monarhilor habsburgi.
Transilvania intră la sfârșitul secolului al XVII-lea în componența Imperiului Austriac, ca principat autonom. În 1685 trupele austriece intră pe teritoriul Transilvaniei, iar în 1699, prin Tratatul de la Karlowitz (azi Sremski Karlovci, în Serbia), Imperiul Otoman cedează Austriei: Ungaria, Transilvania, Croația și Slavonia. Banatul Timișoarei rămânea în componența Imperiului Otoman. Banatul a fost anexat de Austria în 1718 prin Tratatul de la Passarowitz (azi Požarevac, în Serbia).
La 7 octombrie 1698 sinodul de la Alba Iulia a decis unirea românilor ardeleni cu Biserica Romei, fapt care a deschis calea emancipării lor culturale. Episcopul Inocențiu Micu-Klein a stabilit reședința Bisericii Române Unite la Blaj și a transformat acest oraș într-un centru de spiritualitate românească. Tot el a pus bazele mișcării Școala Ardeleană.
Unele comunități românești ortodoxe, în special din sudul Transilvaniei, nu au acceptat decizia sinodală privind unirea cu Biserica Romei. În 1701 au fost transmise împăratului Austriei proteste ale locuitorilor din zona Brașovului. Către mijlocul secolului XVIII au abrogat actul unirii, ca urmare a acțiunilor inițiate de mitropolitul sârb de la Sremski Karlovci și puse în practică de călugării ortodocși intrați sub ascultarea sa (sunt cunoscute în special numele lui Sofronie de la Cioara și Visarion Sarai, sârb din Banat, ambii canonizați de Biserica Ortodoxă Română). De asemenea, Mitropolia Țării Românești a sprijinit comunitățile ortodoxe din Transilvania. În general românii din sudul Transilvaniei, Banat și sudul Crișanei au rămas în majoritate fideli Bisericii Ortodoxe, în timp ce mare parte a românilor din regiunile nordice ale Crișanei, Transilvaniei și din Maramureș au acceptat unirea cu Roma.

Unitățile administrative ale Transilvaniei din prima jumătate a secolului XIX

După eliberarea Transilvaniei de sub suzeranitatea turcească, Curtea de la Viena a decis repopularea unor ținuturi a căror populație se rărise mult în cei aproximativ 150 de ani trecuți după 1526. În regiunile Satu Mare și Banat au fost aduși coloniști șvabi și au fost admiși în Ardeal români din Moldova și Muntenia imigrați din cauza exploatării fanariote. Tot în secolul al XVIII-lea au avut loc și valuri de exod ale populației românești din Ardeal în sens opus, spre Țara Românească și Moldova (vide infra, Ștefan Meteș, studiul despre migrațiile românești din sec. XIV-XX, cu atestări documentare).

Steagul Transilvaniei înainte de 1918

Din punct de vedere etnic, astfel populația Transilvaniei se constituia, în evidențele conscripțiilor dintre anii 1713 și 1733, din români, ca majoritari, cu 63-65% din totalul populației, în timp ce maghiarii, secui și sașii atingeau 35-37%.
Andreas Teutsch (1669-1730), un erudit sas, afirmă în Historia Regni sive Principatus Transylvaniae că românii formează cel mai numeros grup etnic și că toți scriitorii ardeleni îi consideră descendenți ai coloniștilor romani din Dacia.
Pastorul evanghelic-lutheran sas Stephan Ludwig Roth despre situația etniilor înaintea revoluției din 1848:

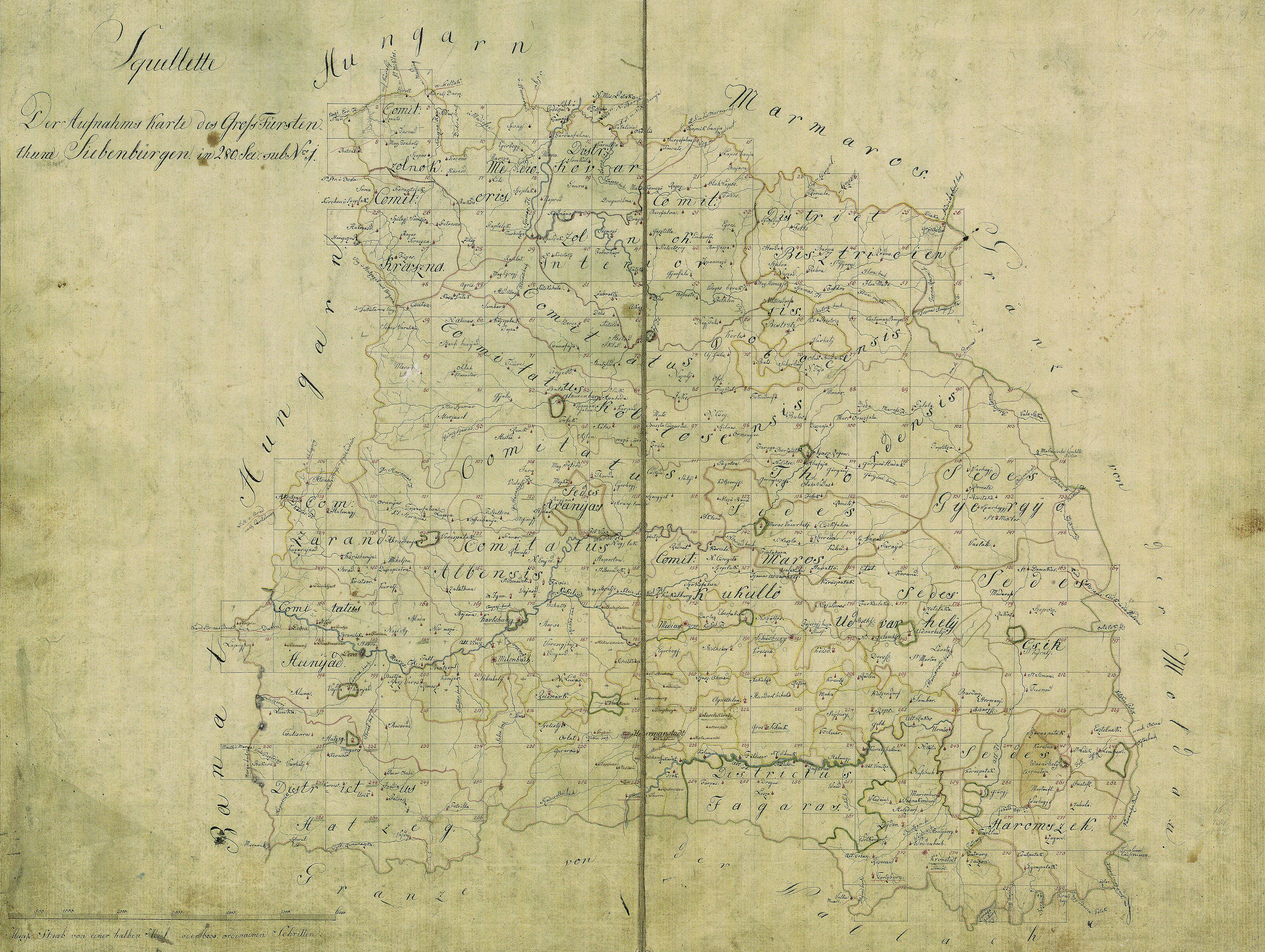
Marele Principat al Transilvaniei, în hărțile iozefine, 1769-73

„(...) Domnii din Dieta de la Cluj voiesc să vadă născută o limbă de cancelarie și acum se bucură că copilul a fost adus pe lume. A declara o limbă drept limbă oficială a țării nu e nevoie. Căci noi avem deja o limbă a țării. Nu este limba germană, dar nici cea maghiară, ci este limba valahă. Oricât ne-am suci și ne-am învârti noi, națiunile reprezentate în Dietă, nu putem schimba nimic. Aceasta este realitatea. (...) Această realitate nu poate fi contestată. De îndată ce se întâlnesc doi cetățeni de naționalități diferite și niciunul nu cunoaște limba celuilalt, de îndată limba valahă le slujește de tălmaci. Când faci o călătorie, când te duci la iarmaroc, limba valahă o cunoaște oricine. Înainte de a face încercarea dacă cineva știe limba germană sau celălalt cea maghiară, conversația începe în valahă. Cu valahul oricum nu poți altfel sta de vorbă, căci de obicei el nu vorbește decât în graiul lui. E explicabil: ca să înveți limba maghiară sau cea germană, ai nevoie de cursuri școlare; limba valahă o înveți singur, pe stradă, în contactul zilnic cu oamenii. Ușurința învățatului ei nu stă numai în marele număr de cuvinte latinești, pe care acest popor (...) le-a adoptat odată cu contopirea sau cu coloniștii romani și care nouă, transilvanilor, ne sunt precunoscute, datorită educației noastre în spirit latin de până acum, ci și prin faptul că viața însăși ne pune zilnic în contact cu acest popor numeros. (...) Azi se prinde de tine un cuvânt, mâine altul și după o vreme observi că poți vorbi românește, fără ca de fapt să fi învățat. Chiar dacă cuiva nu i-ar fi atât de ușor învățatul ei, se recomandă să o facă, din mii și felurite motive. Vrei să discuți cu un valah, trebuie să folosești limba lui, dacă nu vrei să te alegi cu un Nu știu! ridicat din umeri. (...)”—Stephan Ludwig Roth; Der Sprachkampf in Siebenbürgen. Eine Beleuchtung de Woher und Wohin? (Lupta lingvistică în Ardeal. O examinare a lui „de unde” și „încotro”), Kronstadt (Brașov), 1842, p. 47-48

### Transilvania în Imperiul Dualist

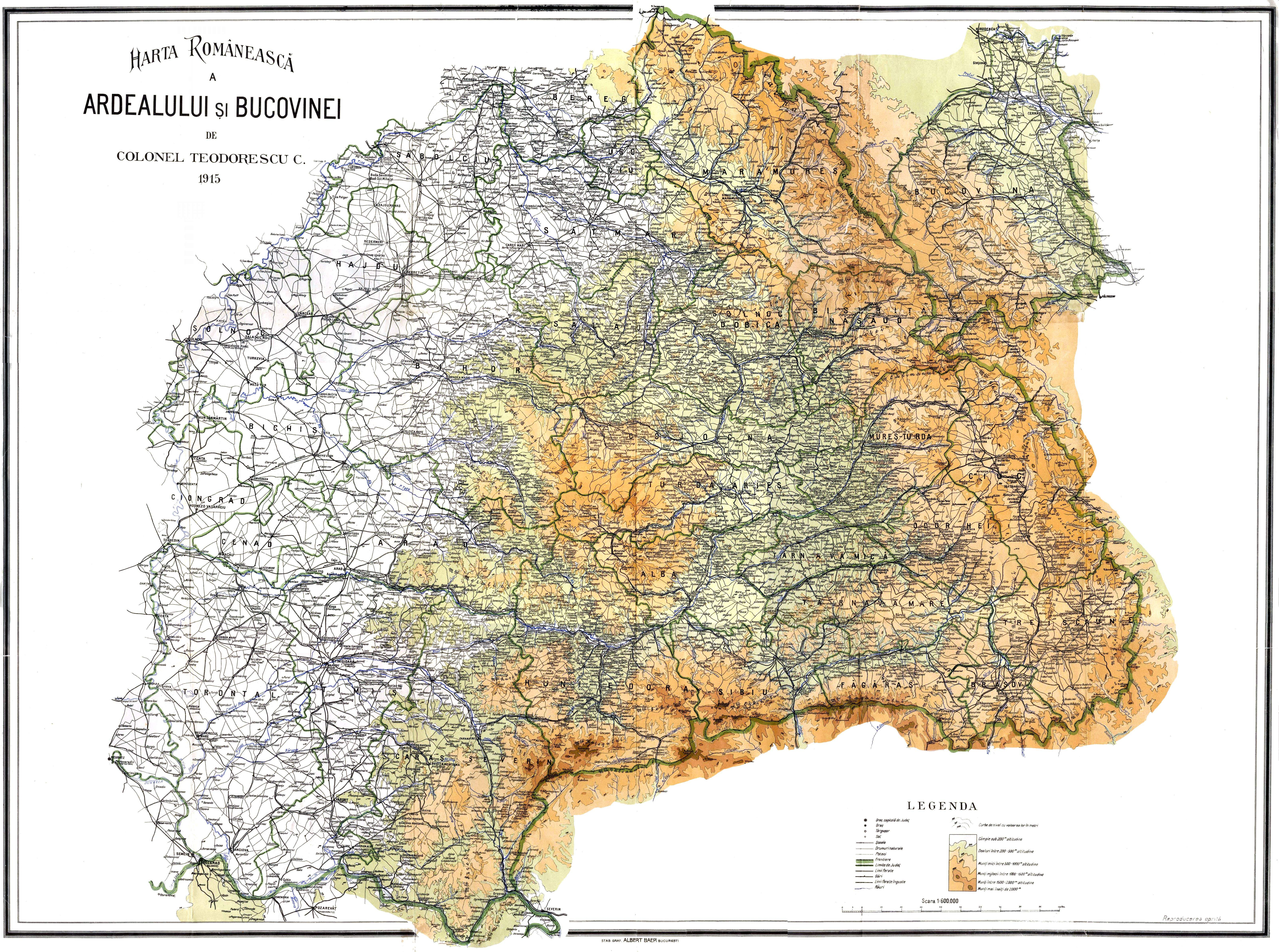
Harta regiunilor austro-ungare locuite de români

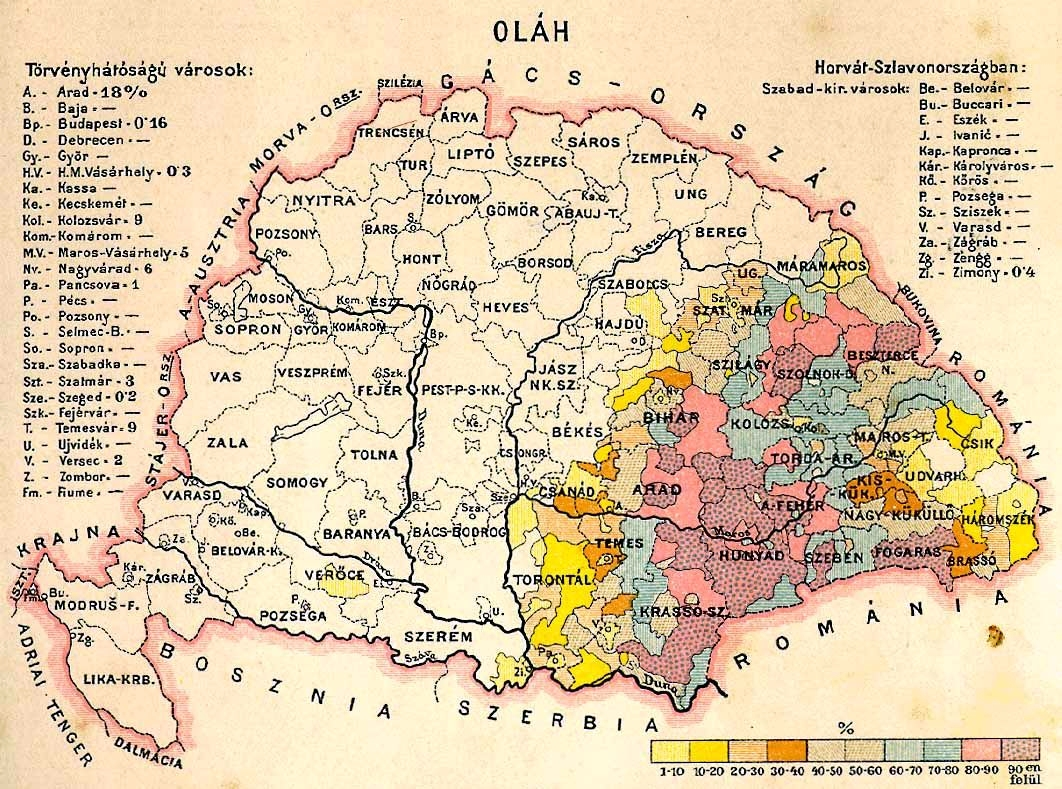
Românii din Ungaria conform recensământului din 1890

Între anii 1868 și 1918 Transilvania a fost încorporată părții maghiare a Imperiului Austro-Ungar (parte numită Transleithania, spre deosebire de Cisleithania, care era partea austriacă). În această perioadă, s-au intensificat măsurile discriminatorii împotriva românilor, șvabilor, slovacilor, sârbilor, croaților (în Banat) și, spre sfârșitul secolului XIX, chiar a sașilor, datorita unei puternici politici de maghiarizare implementată de autoritățile maghiare, urmând modelele statale și politicile naționale uzuale în acea vreme în Europa (Franța, Germania). În paralel și independent față de politicile naționale, locuitorii Imperiului Austro-Ungar și ai Transilvaniei participau la dezvoltarea economică intensă a acelei perioade și beneficiau de avantajele unei administrații publice relativ eficiente, competente și previzibile. Totuși, nemulțumirile și opoziția vehementă a multor grupuri naționale față de politicile de maghiarizare, arată că modelul statului naționalist nu a fost aplicabil în regiunea multietnica a Transilvaniei înainte de 1918.

Repartiția geografică a populației în Imperiul Austro-Ungar

### Unirea Transilvaniei cu România

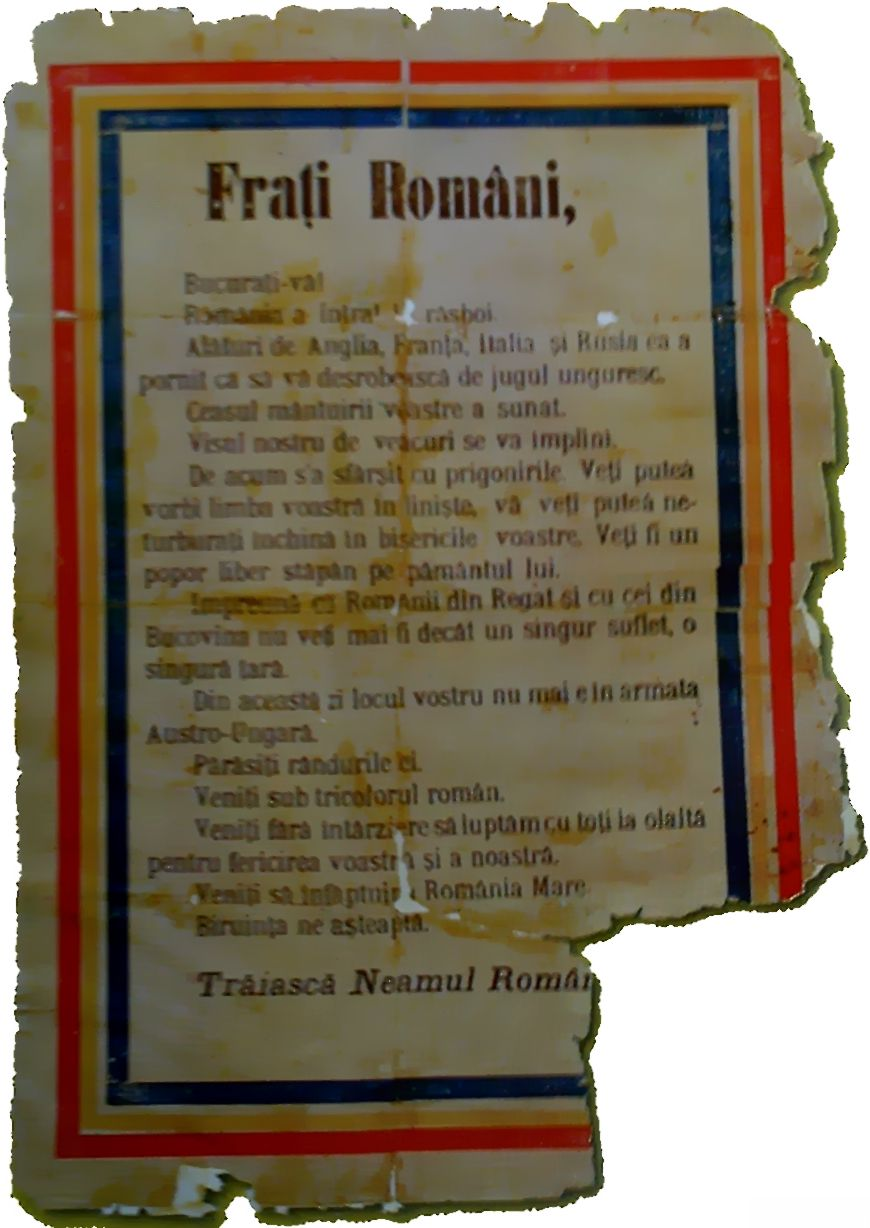
Manifest din 1916 adresat românilor ardeleni

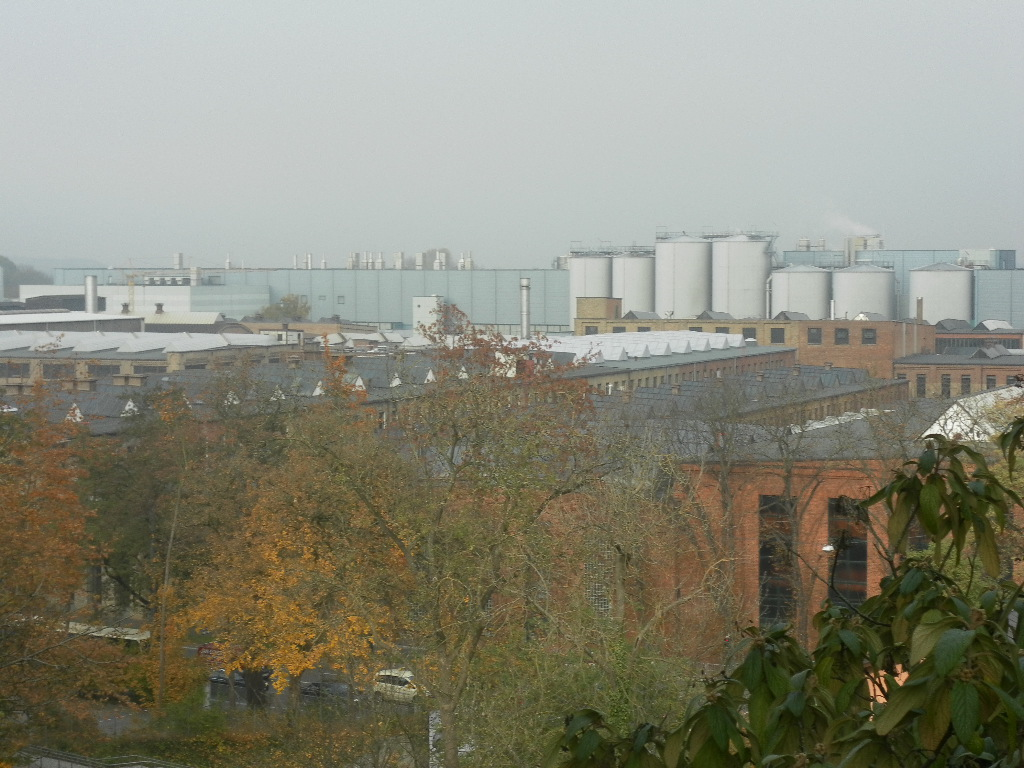
Adunarea Națională de la Alba Iulia

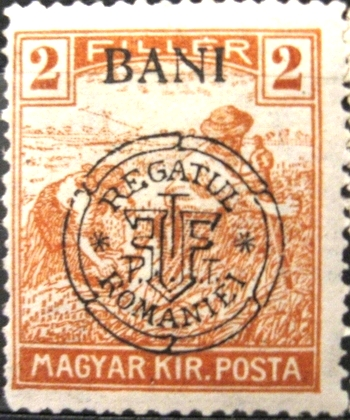
Marcă poștală din Emisiunea Cluj (27 iunie 1919)

La încheierea Primului Război Mondial, în contextul prăbușirii Dublei Monarhii, Comitetul Executiv al Partidului Național Român cu sediul la Oradea, compus din Ștefan Cicio Pop, Vasile Goldiș, Aurel Lazăr, Theodor Mihali, Alexandru Vaida-Voievod și Aurel Vlad a declarat, la 5/18 octombrie 1918, independența Transilvaniei față de Austro-Ungaria, iar declarația de independență a fost citită în parlamentul de la Budapesta, de Alexandru Vaida-Voievod la 22 octombrie 1918.
În aceste condiții, fruntașii Partidului Național Român și românii din Partidul Social Democrat înființează Consiliul Național Român la Arad la data de 3 noiembrie 1918. La data de 13 noiembrie 1918, la Belgrad, guvernul Ungariei semnează armistițiul cu Antanta, fixând o linie de demarcație, care lăsa sub controlul Ungariei nordul și centrul Transilvaniei, iar Banatul sub controlul Serbiei. Ungaria își proclamă independența pe 16 noiembrie 1918. În aceste condiții, românii organizează la data de 18 noiembrie / 1 decembrie 1918 o Adunare Națională la Alba Iulia la care desemnează 1228 delegați. La adunare au participat aproximativ 100.000 de persoane și s-a desfășurat într-o atmosferă decentă și festivă. Adunarea Națională hotărăște unirea cu România a teritoriilor locuite de români. După unirea din 1918 cu România, timp de un an și jumătate, Transilvania rămâne autonomă în cadrul statului român, fiind condusă de un Consiliu Dirigent.
Hotărârea Adunării este transmisă Regelui Ferdinand care la data de 11/24 decembrie semnează un decret de acceptare a unirii cu România a „ținuturilor cuprinse în hotărârea Adunării Naționale de la Alba Iulia.” Cu toate acestea, autoritățile române nu exercitau încă controlul asupra tuturor teritoriilor respective. Armata română se oprise pe linia Mureșului, iar la nord de aceasta nici Consiliul Dirigent, nici cu atât mai puțin Regatul României nu exercitau o autoritate efectivă. Puterile Antantei ordonaseră încetarea oricăror operațiuni militare în vederea negocierii păcii cu Ungaria.
Între timp, la data de 21 martie 1919 puterea în Ungaria este preluată de comuniști, care proclamă Republica Sovietică Ungară, încercând salvarea unei Ungarii multinaționale. Ungaria Sovietică era condusă de Béla Kun, originar din Cluj. Forțele comuniste maghiare au atacat atât trupele cehoslovace cât și trupele române de pe teritoriul Transilvaniei în speranța de a face joncțiunea cu trupele sovietice care, la rândul lor au atacat în Basarabia (Est-Moldova) și Ucraina. În luna iulie 1919 armata română a pornit, la solicitarea Antantei, ofensiva contra forțelor comuniste maghiare, iar la data de 3 august 1919 a ocupat Budapesta, doborând regimul sovietic a lui Béla Kun. Armata română s-a retras din Budapesta în luna octombrie a anului 1919. În cursul staționării pe teritoriul Ungariei, Armata Română a organizat mai multe puncte de distribuție a alimentelor pentru populația maghiară înfometată, mai ales din marile orașe.
Prin Tratatul de la Trianon de la data de 4 iunie 1920 se stabilește frontiera între Regatul României și Regatul Ungariei. Frontiera din nord, cu Cehoslovacia și Polonia și în sud-vest cu Iugoslavia se stabilește la 10 august 1920 prin Tratatul de la Sèvres. Acest din urmă tratat a fost dureros pentru România deoarece a impus abandonarea unor români din Maramureșul istoric și din Banat, însă Puterile Antantei au insistat pentru încheierea sa deoarece fixa frontierele între state devenite aliate după încheierea Primului Război Mondial. Din punctul de vedere al statului maghiar, Tratatul de la Trianon este considerat dictat, deoarece spun ei, nu s-a ținut cont de punctele de vedere și unele interese existențiale ale statului maghiar, granițele Ungariei fiind stabilite nu pe criterii etnice (Planul Wilson) ci pe criterii geopolitice și strategic-economice. Drept urmare, orașe și regiuni majoritar maghiare și minoritar românești, sârbești, slovace au fost incluse în statele vecine întrerupând liniile de cale ferată și fluxul de mărfuri de la și înspre acele orașe (Arad, Oradea, Subotica, Košice, Muncaci, Novi Sad ș.a.). Tratatul de la Trianon a plasat 33% din populația maghiară a Ungariei dinainte de război în afara granițelor.
Între cele două războaie, Ungaria a dus o luptă susținută pentru anularea Tratatului de la Trianon, pe care maghiarii o considerau o nedreptate istorică. Unii istorici și politicieni maghiari pretind că odată cu reforma agrară română din 1921, care a afectat marea proprietate funciară din România, printre care și pe marii proprietari maghiari, în timp ce, o vreme după război, economia Ungariei a fost paralizată din cauza noilor granițe ce divizau forțat ceea ce anterior fusese un spațiu economic unitar. După cum spunea conducătorul statului maghiar între cele două războaie mondiale, amiralul Miklos Horthy, „Inamicul numărul unu al Ungariei este România, pentru că cele mai mari pretenții teritoriale sunt împotriva ei”.
În aceste condiții statele succesoare ale Dublei Monarhii au încercat să organizeze alianțe capabile să lupte contra revizuirii tratatelor de pace. Dintre acestea cea mai durabilă a fost Mica Antantă, alianță între România, Cehoslovacia și Iugoslavia. Cu toate acestea, sistemul de tratate de pace de la Versailles a fost pus în pericol odată cu venirea la putere a lui Hitler în 1933, acesta proclamând ca obiectiv principal revizuirea Tratatului de la Versailles, pe fondul slăbiciunii politice (appeasement policy) a Franței și Marii Britanii în fața dictaturii național-socialiste germane. Acordul de la München din 1938 prin care Reichul a încorporat regiunea din Munții Sudeți din Cehia și destrămarea Cehoslovaciei în anul 1939 au marcat sfârșitul Micii Antante.

### Al Doilea Război Mondial
În anul 1940, în contextul ascensiunii Germaniei naziste și al izolării României ca urmare a prăbușirii sistemului său de alianțe (capitularea Franței și izolarea Marii Britanii), Ungaria solicită revizuirea frontierei de după Primul Război Mondial. Regele Carol al II-lea și guvernul Gigurtu au acceptat principiul discuțiilor însă tratativele de la Turnu Severin din vara anului 1940 nu au dus la nici un rezultat. În aceste condiții, miniștrii de externe ai Reichului și ai Italiei, Joachim von Ribbentrop și Galeazzo Ciano au convocat la Viena la data de 30 august 1940 pe miniștrii de externe ai României și Ungariei și au impus un acord care prevedea trecerea în componența Ungariei a unui teritoriu de 43.492 de kilometri pătrați, cu o populație românească de 1.304.903 de locuitori (50,2%), și maghiară de 978.074 locuitori (37,1%) (conform recensământului din 1930) teritoriu cunoscut sub numele de Transilvania de Nord (în maghiară Észak-Erdély). La recensământul din 1941 1 344 000 (54%) s-au declarat maghiari, 1 068 700 (43,5) români și 47 300 (1,9%) Alte surse ne informează despre o prezență maghiară de 52% (majoritate absolută) respectiv 47,5% (majoritate relativă) în regiune. Diferența relativ mare între numărul maghiarilor și numărul vorbitorilor limbii maghiare ca limbă maternă arată că mulți dintre locuitori s-au declarat maghiari chiar dacă nu erau, mai ales dintre evrei și nemți (mulți dintre ei s-au declarat români la recensămintele anterioare) - ca urmare în 1941 numărul persoanelor care s-au declarat maghiari era cu 36,811 mai mare decât cel al vorbitorilor de limba maghiară ca limba maternă. Totodată, o relativ mare parte a românilor s-au declarat maghiari (deși ca limbă maternă au semnat cea română). Ca urmare numărul românilor era cu 39,471 mai mic decât numărul vorbitorilor de limba română ca limba maternă. Numărul mărit al maghiarilor (față de recensămintele anterioare) se explică și cu faptul că în 1941 evreii transilvăneni s-au declarat în mare parte maghiari (evreii erau doar 31,3% din numărul total al mozaicilor), în timp ce la recensământul român din 1930 93,9% dintre mozaici s-au declarat ca fiind de naționalitate evreiască (și doar 6% de naționalitate maghiară).
Acordul, numit în istoriografia română Dictatul de la Viena, iar în cea maghiară Al doilea arbitraj de la Viena (primul fiind cel prin care Ungariei i s-au cedat în 1939 teritorii din Ungaria de Sus/Felvidék, respectiv sudul Slovaciei de astăzi, cu o populație predominant maghiară), prevedea alipirea la Ungaria a teritoriului actualelor județe Satu-Mare, Sălaj, Maramureș, Bistrița-Năsăud, Harghita, Covasna (cea mai mare parte), Mureș (parțial), Cluj (cea mai mare parte), Bihor (partea de nord) și o parte din județul Arad. Sudul Transilvaniei (județele Brașov, Sibiu, Alba, Hunedoara, părți din județele Cluj, Arad și Mureș) și Banatul (județele Timiș și Caraș-Severin) au rămas în componența regatului României.
Hotărârea a nemulțumit ambele state, atât România cât și Ungaria, care ar fi dorit apoi anexarea în întregime a regiunii. Înaintarea armatei ungare în Transilvania a fost marcată de atrocități grave comise împotriva minorităților. De exemplu, în Transilvania de Nord, soldații maghiari au comis atrocități și masacre împotriva locuitorilor români din mai multe sate (Moisei, Ip, Trăznea ș.a.), numărul morților situându-se în jurul cifrei de 1700.  Numărul celor torturați s-a ridicat la alte câteva mii.
Prin articolul 19 al Convenției de armistițiu semnată la 12 septembrie 1944 de România cu Puterile Aliate în cel de-al Doilea Război Mondial, după lovitura de palat condusă de regele Mihai de la 23 august 1944, se prevedea că statele aliate „sunt de acord ca Transilvania (sau cea mai mare parte a ei), să fie restituită României, cu condiția confirmării prin Tratatul de Pace”. Statul sovietic urmărea să se folosească în perioada postbelică de problema Transilvaniei în relațiile politice dintre România și Ungaria. Semnificativ este faptul că, deși armata română a participat la luptele din nordul Transilvaniei, armata sovietică nu a permis revenirea autorităților civile române în teritoriul cedat la Viena până la 6 martie 1945, ziua în care la București a fost instalat guvernul dominat de comuniști și condus de Petru Groza.
În perioada dintre 1945-1947, până la încheierea tratatelor de pace dintre Aliați și România și Ungaria (ambele au avut statut de țări învinse în cel de-al Doilea Război Mondial), au existat demersuri ale Ungariei de a păstra chiar și o mică parte a teritoriului dobândit în 1940 (fiind vizată în special zona actualului județ Satu Mare). Cu toate acestea, tratatele de pace de la Paris, din 1947, confirmă revenirea la frontiera existentă la 1 ianuarie 1938 între România și Ungaria (frontiera stabilită prin Tratatul de la Trianon) și nulitatea Dictatului de la Viena.

## Capitală istorică
Din anul 1541, odată cu întemeierea principatului autonom al Transilvaniei, Alba Iulia își evidențiază trăsăturile de oraș-capitală. În timpul domniei unor principi ca Ioan Sigismund Zápolya (1541-1551; 1556; 1559-1571), Sigismund Báthory (1581-1597; 1598-1599; 1601-1602), Gabriel Bethlen (1613-1629), Gheorghe Rákóczi I (1630-1648) și Gheorghe Rákóczi al II-lea (1648-1660), orașul din cetatea Alba Iulia a parcurs cea mai înfloritoare perioadă, rolul său instituțional cunoscând o dezvoltare aparte, mai ales în domeniile de interes public: urbanistic, administrativ, cultural, asistență socială. Fenomenul se reflectă în plan constructiv prin lucrările de infrastructură, de amplificare, înnoire și înzestrare a edificiilor reprezentative pentru o curte și o cetate princiară. Palatul Principilor din Alba Iulia a fost folosit vremelnic și de Mihai Viteazul ca reședință, odată cu Unirea Principatelor de la 1600.
La Alba Iulia, viața de curte și-a trăit apogeul în a doua jumătate a secolului XVI, epoca lui Sigismund Báthory reprezentând culmea înfloririi artei muzicale. Îndrăgostit de Renașterea italiană, acesta a căutat constant să atragă la Alba Iulia instrumentiști și compozitori valoroși, stabilind astfel legături cu muzicieni din Italia și afirmând profesionalismul în muzica de la curte. Se produce acum o adevărată invazie de muzicieni străini (din Saxonia, Prusia și mai ales Italia), unii dintre ei cu renume în epocă, precum Giovanni Battista Mosto sau Antonio Romanini⁠(fr)[traduceți]. S-a constituit chiar și o orchestră formată din circa 20 de instrumentiști (număr mare pentru acele timpuri), condusă de un „magister capellae” ca Pietro Busto, Giovanni Battista Mosto și Mateo Foreste. Franco Sivori, trimisul lui Petru Cercel, într-o solie la Alba Iulia, pomenește despre existența a două orchestre în 1584.
La Alba Iulia, viața de curte punea mare accent pe întreceri cavalerești, care au cunoscut o înflorire în secolul XVI. Potrivit lui Pietro Busto, Sigismund Báthory avea mare înclinație spre jocurile cu caracter sportiv. Era iscusit în cele cu mingea și roata, mânuia bine spada, ridica greutăți, rupea frânghii și lanțuri și era neîntrecut la concursul cu lancea.

## Stema istorică a Transilvaniei
Stema Transilvaniei este alcătuită dintr-un scut împărțit în două câmpuri egale printr-o fâșie orizontală roșie. În câmpul superior, cu fond albastru, este reprezentat pe jumătate de o acvilă neagră cu clonț galben și aripile desfășurate. Potrivit unor comentatori, pasărea ar simboliza națiunea maghiară și ar fi pasărea turul (togrul) din legendele și miturile fondatoare ale ungurilor. În stânga și dreapta acvilei heraldice sunt dispuse elementele redate în galben, soarele și luna, simboluri ale națiunii secuiești. În câmpul inferior al scutului sunt reprezentate simbolic, prin câte un turn de cetate, cele șapte cetăți săsești ale Transilvaniei.

Stema istorică a Transilvaniei din 1659 până în 1867;
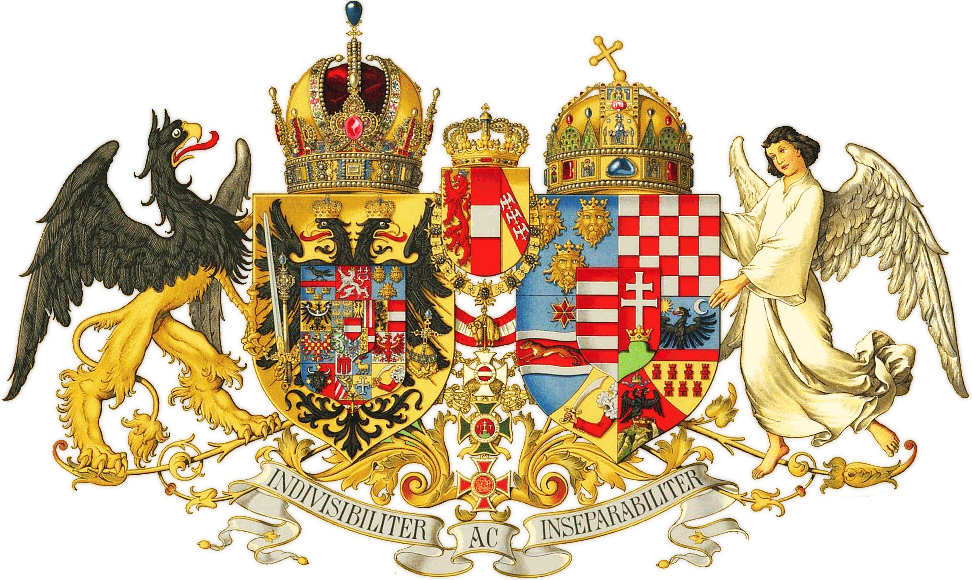
Ca parte componentă a stemei Imperiului Austro-Ungariei din 1867 până 1919;
Ca parte componentă a stemei Regatului Ungariei din 1867 până în 1918;
Ca parte componentă a stemei Regatului României din 1922 până în 1948;
Ca parte componentă a stemei României din 1992 (redesenată în 2016[44] ) până în prezent.

## Economie
Transilvania este bogată în resurse naturale, în special lignit, minereu de fier, plumb, mangan, aur, cupru, gaze naturale, sare și sulf. Ca industrie, Transilvania conține centre majore de procesare a fierului și oțelului, cât și complexe industriale chimice și textile. Printre ocupațiile importante se numără creșterea de animale, agricultura, producția viticolă și de fructe.

## Orașele Transilvaniei
Conform rapoartelor INSSE de la 1 iulie 2016, orașele cele mai mari ale Transilvaniei (în sensul larg, care cuprinde Sătmarul, Crișana, Maramureșul și Banatul) sunt:

## Demografie
Primul recensământ oficial din Transilvania în care s-a făcut distincție între naționalități (distincție făcută pe baza limbii materne) a fost efectuat de către autoritățile austro-ungare în 1869. Pentru perioada anterioară acestui an există doar estimări ale proporțiilor diverselor etnii din Transilvania. Astfel, Elek Fényes, statistician maghiar din secolul al XIX-lea, estima în 1842 că populația din Transilvania anilor 1830-1840 era compusă în proporție de 62,3% români și 23,3% maghiari.
Rezultatele recensămintelor oficiale efectuate din 1869 și până în prezent sunt prezentate în tabelul de mai jos. 
Este de menționat că pentru stabilirea etniei, recensământul din anul 1910 a luat în considerare limba maternă. Aceasta a modificat procentele populațiilor maghiară și germană, dat fiind faptul că existau și alte minorități etnice vorbitoare de limbă maghiară sau germană.
| An   | Total     | Români | Maghiari | Germani |
| ---- | --------- | ------ | -------- | ------- |
| 1869 | 4.224.436 | 59,0%  | 24,9%    | 11,9%   |
| 1880 | 4.032.851 | 57,0%  | 25,9%    | 12,5%   |
| 1890 | 4.429.564 | 56,0%  | 27,1%    | 12,5%   |
| 1900 | 4.840.722 | 55,2%  | 29,4%    | 11,9%   |
| 1910 | 5.262.495 | 53,8%  | 31,6%    | 10,7%   |
| 1919 | 5.259.918 | 57,1%  | 26,5%    | 9,8%    |
| 1920 | 5.208.345 | 57,3%  | 25,5%    | 10,6%   |
| 1930 | 5.114.214 | 58,3%  | 26,7%    | 9,7%    |
| 1941 | 5.548.363 | 55,9%  | 29,5%    | 9,0%    |
| 1948 | 5.761.127 | 65,1%  | 25,7%    | 5,8%    |
| 1956 | 6.232.312 | 65,5%  | 25,9%    | 6,0%    |
| 1966 | 6.736.046 | 68,0%  | 24,2%    | 5,6%    |
| 1977 | 7.500.229 | 69,4%  | 22,6%    | 4,6%    |
| 1992 | 7.723.313 | 75,3%  | 21,0%    | 1,2%    |
| 2002 | 7.221.733 | 74,7%  | 19,6%    | 0,7%    |
| 2011 | 6.789.250 | 70,6%  | 17,9%    | 0,4%    |

 Sursǎ:

## Religie
Creștinismul este religia predominantă în Transilvania. Majoritatea creștinilor sunt ortodocși, dar există și comunități însemnate de protestanți și catolici.
| Cult / Religie                                        | 1930   | Procent   | Număr     | 2011    | Procent | Număr     |
| ----------------------------------------------------- | ------ | --------- | --------- | ------- | ------- | --------- |
| Ortodoxism                                            |        | 34,85%    | 1.933.534 |         | 61,96%  | 4.475.066 |
| Catolicism (romano-catolici și greco-catolici)        | 42,01% | 2.330.439 | 10,74%    | 775.810 |         |           |
| Protestantism Istoric (calvini, unitarieni, luterani) | 18,72% | 1.038.464 | 9,40%     | 679.714 |         |           |
| Protestantism Evanghelic                              | 0,66%  | 37.061    | 4,70%     | 339.472 |         |           |
| Alți creștini                                         | 0,1%   | 5.546     | 1,16%     | 84.062  |         |           |
| Islam                                                 | -      | -         | 0,04%     | 3.416   |         |           |
| Iudaism                                               | 3,45%  | 191.697   | 0,01%     | 1.178   |         |           |
| Altă religie                                          | -      | -         | 0,21%     | 15.289  |         |           |
| Ateism / Fără religie                                 | -      | -         | 0,27%     | 19.498  |         |           |

Există un număr restrâns de adventiști, martori ai lui Iehova și alte culte (încadrați la categoria "Alți creștini").
Datele au în vedere Transilvania extinsă (cu Banat, Crișana și Maramureș).

## Personalități
Transilvania este regiunea în care s-au născut numeroase personalități ale culturii și științei românești, ungurești și săsești.

## Izvoare istorice
- Dion Cassius, sau Dio Cassius, ori Cassius Dio Cocceianus, Historia Romana, în volumul : Dio's Roman History, with an english translation by Earnest Cary, Ph.D., on the basis of the version of Herbert Baldwin Foster, Ph.D., In nine volumes, VIII. London, 1925, William Heinemann, New York, G.P. Putnam's Sons, pp. 361–424.
- Fejér G., Codex diplomaticus Hungariae ecclesiasticus ac civilis, tom. I-VIII, Buda, 1829-1842.
- Hurmuzaki, Eudoxiu de și Nic. Densușianu, Documente privitoare la istoria românilor, vol. I-II, Bucuresci, 1887-1890
- Zimmermann Fr. und Werner C., Urkundenbuch zur Geschichte der Deutschen in Siebenbürgen (Hrsg. Fr. Zimmermann, C. Werner, G. Müller, G. Gündisch), Bd. I-VI, Hermannstadt, Köln, Wien, Bukarest, 1892-1991.
- Szenpétery E., Scriptores rerum Hungaricum tempore ducum regumque stirpis Arpadiane gestarum, vol. I, Budapest, 1937.
- Popa-Lisseanu G., Izvoarele istoriei românilor, vol. I-VII, București, 1934-1937.
- Paul Lazăr Tonciulescu, Cronica Notarului Anonymus, Faptele Ungurilor (traducere de pe fotocopia originalului de la Viena) / Chronicon Anonymi Bele Regis Notarii Gesta Hungarum, Editura Miracol, București 1996 ISBN 973-9182-34-8
- Documente privind istoria României. C - Transilvania. Veacurile XI-XIII, vol. I-II; Veacul XIV, vol. I-IV, București, 1952-1953.
- Györffy György, Diplomata Hungariae antiquissima. Accedunt epistolae et acta ad historiam Hungariae pertinentia, vol. I, Budapest, 1992.